# فلوريد الهيدروجين
فلوريد الهيدروجين هو مركب كيميائي ذو الصيغة HF. وهو المصدر الصناعي الأساسي للفلور، ويكون غالبا بشكل حمض الهيدروفلوريك، فهو إذن الطليعة للعديد من المركبات المهمة مثل المركبات الصيدلانية ومبلمرات (مثل التيفلون). يستخدم فلوريد الهيدروجين استخدامًا واسعًا في صناعات البتروكيمياويات ومكون للعديد من الحموض الفائقة. يغلي فلوريد الهيدروجين في درجة حرارة أقل من درجة حرارة الغرفة في حين تتكاثف هاليدات الهيدروجين الأخرى عند درجات حرارة أقل بكثير. وفلوريد الهيدروجين، خلافا لهاليدات الهيدروجين الأخرى، أخف من الهواء، وهو قادر على الاختراق خصوصا مما يجعله مؤذيا للرئتين. المحاليل المائية لفلوريد الهيدروجين، تسمى حمض الهيدروفلوريك، وهو مادة أكالة قوية.

## الحموضة
تكون درجة الحموضة عالية ما لم يخفف بالماء.